# Jessica Lagunas
Jessica Lagunas (sinh năm 1971) là một nghệ sĩ và nhà thiết kế đồ họa có công việc tập trung vào "tình trạng của người phụ nữ trong xã hội đương đại, đặt câu hỏi về nỗi ám ảnh của cô với hình ảnh cơ thể, vẻ đẹp, tình dục và sự lão hóa" Lagunas sinh tại Nicaragua năm 1971, nhưng lớn lên ở Guatemala, nơi cô học thiết kế đồ họa tại Đại học Rafael Landívar. Năm 2001, cô chuyển đến thành phố New York với chồng, nghệ sĩ Roni Mocán, nơi cả hai hiện đang sống và làm việc.
Lagunas hoạt động thiết kế nghệ thuật với các định dạng và phương tiện khác nhau, với sự quan tâm đặc biệt đến hiệu suất và cài đặt video. Một số tác phẩm của cô cũng sử dụng các phương tiện thay thế, chẳng hạn như tóc. Tác phẩm của Lagunas đã được trưng bày tại một số quốc gia hai năm một lần, bao gồm Biennial Pontevedra (Tây Ban Nha, 2010), Biennial của El Museo del Barrio (New York, 2007), Tirana Biennial (Albania, 2005), Cuenca Biennial (Ecuador, 2001), Caribbean Biennial (Cộng hòa Dominica, 2001) và Bienzial Paiz (Guatemala, 2012, 2010, 2008). Cô cũng tham gia triển lãm nhóm tại Bảo tàng Nghệ thuật Châu Mỹ (Washington, DC, 2012), Bảo tàng Nghệ thuật Bronx (New York, 2006), Bảo tàng Thành phố Jersey (New Jersey, 2010, 2007), [3] và Liên hoan Nghệ thuật Đương đại Quốc tế - Thành phố Phụ nữ (Slovenia, 2010).